# جوانا (فیلم ۱۹۲۵)
جوانا (انگلیسی: Joanna) فیلمی در ژانر کمدی رمانتیک به کارگردانی ادوین کرو است که در سال ۱۹۲۵ منتشر شد. از بازیگران آن می‌توان به دوروتی مک‌کیل و جک مولهال اشاره کرد.